# SV Hubentut Fortuna
SV Hubentut Fortuna is een Curaçaose voetbalclub uit de wijk Seru Fortuna in Willemstad. De club werd opgericht op 1 maart 1994. De clubkleuren zijn paars-wit. SV Hubentut won driemaal het Curaçaos kampioenschap en eenmaal het Kampioenschap van de Nederlandse Antillen in 2009.

## Geschiedenis
In 1994 richtte Amado Victoria Hubentut Fortuna op, dat in het Papiaments "De jeugd uit de wijk Fortuna" betekent. De Sport Vereniging Hubentut Fortuna is een voetbalclub uit de wijk Seru Fortuna in Willemstad en speelt in het Ergilio Hatostadion.
In 2008 behaalde Hubentut Fortuna de eerste plaats in de reguliere competitie, maar in de play-offwedstrijden om de kampioen van Curaçao te bepalen gingen alle drie de wedstrijden verloren.
In het 2009 behaalde Hubentut een tweede plaats in de reguliere competitie, waardoor Hubentut mocht deelnemen aan de play-offwedstrijden en mocht strijden voor het Voetbalkampioenschap van Curaçao. De club uit Seru Fortuna bereikte de finale, waarin CSD Barber de tegenstander was. Nadat de finale op 23 augustus door een doelpunt van Lisandro Trenidad met 1–0 werd gewonnen, mocht Hubentut Fortuna zich voor het eerst in haar historie kronen tot kampioen van Curaçao en kwalificeerde de club zich voor het Algehele kampioenschap van de Nederlandse Antillen. Ook in dit toernooi troffen de twee Curaçaose clubs elkaar in de finale, maar won SV Hubentut Fortuna ditmaal overtuigend met 4–2.
In het seizoen 2009/10 werd Hubentut derde in de reguliere competitie met drie punten achterstand op SV VESTA, maar de daaropvolgende play-offwedstrijden van het  verliepen uiterst succesvol. Op 15 augustus 2010 treft SV Hubentut Fortuna andermaal CSD Barber als tegenstander aan in de finale. Ook nu werd het Curaçaos kampioenschap met een 1–0 winst binnengehaald, door een doelpunt van Tyronne Maria. In 2010 debuteert SV Hubentut Fortuna op het internationaal voetbalbekertoernooi om de CFU Club Championship, maar de club wist niet te imponeren en was al uitgeschakeld in de groepsfase van het toernooi nadat het slechts één punt wist te pakken tegen de Haïtiaanse club RFC Gonaïves (1–1 gelijkspel).
Het seizoen 2010/11 was wederom succesvol. De finale van de play-offs tegen CSD Barber werd op 28 september 2011 opnieuw met 1–0 gewonnen, waardoor SV Hubentut Fortuna voor de derde keer op rij kampioen werd van Curaçao. In 2012 kwam Hubentut wederom uit in de CFU Club Championship, maar de Curaçaoënaars wisten de 2–1 overwinning op de Guyaanse club Milerock FC in de eerste groepswedstrijd geen succesvol vervolg te geven en werden ook deze keer uitgeschakeld in de groepsfase.
In het seizoen 2012 eindigde Hubentut Fortuna op de zevende plaats nadat de club voor straf 9 punten aftrek kreeg vanwege het inbrengen van een niet-speelgerechtigde voetballer. Hierop volgde een bescheiden sportieve neergang en speelde Hubentut niet meer om de bovenste plaatsen. Bij afloop van het seizoen 2017/18 werd Fortuna laatste en degradeerde de club naar de Segundo Divishon. Na een promotie, degradeerde de club opnieuw na het seizoen 2019/20.

## Erelijst
| Competitie                                  | Winnaar | Winnaar                | Runner up | Runner up  |
| Competitie                                  | Aantal  | Jaren                  | Aantal    | Jaren      |
| ------------------------------------------- | ------- | ---------------------- | --------- | ---------- |
| Curaçaose voetbalbond (FFK)                 |         |                        |           |            |
| Kampioenschap van Curaçao                   | 3×      | 2009, 2010, 2011       |           |            |
| Promé Divishon (reguliere competitie)       | 1×      | 2008                   | 2x        | 2006, 2009 |
| Segundo Divishon                            | 4×      | 1997, 2003, 2005, 2019 |           |            |
| Nederlands Antilliaanse Voetbal Unie (NAVU) |         |                        |           |            |
| Kopa Antiano                                | 1×      | 2009                   |           |            |

## Competitieresultaten 1996–2018
De posities die Hubentut Fortuna heeft bereikt in de competities van de FFK, zonder eventuele beslissings-, play-off- of nacompetitiewedstrijden die nodig zijn geweest om de kampioen van Curaçao te bepalen.
| 3 B |

| 6 |

| 10 |

| 1 |

|  |

| 1 |

| 2 |

| 5 |

| 1 |

| 2 |

| 3 |

| 3 |

| 7 |

| 8 |

| 7 |

| 6 |

| 6 |

| 9 |

| 10* |

| Promé Divishon | Segundo Divishon |

In elke staaf van de grafiek staat van boven naar beneden vermeld: 
- Eindnotering

Dit is de positie die de club heeft bereikt in de competitie, zonder eventuele beslissings-, play-off- of nacompetitiewedstrijden die nodig zijn geweest om bijvoorbeeld de kampioen van de competitie te bepalen.
Indien een * achter het getal staat is de notering een tussenstand en kan het zijn dat de notering niet overeenkomt met de uiteindelijke eindstand van de competitie.
Staat er een - dan is het seizoen nog bezig en is er geen definitieve uitslag bekend.
Staat er xx op de positie van de notering, dan heeft de club vroegtijdig de competitie verlaten. Dit kan onder andere komen door terugtrekking van het team, faillissement van de club of door een uitgedeelde straf van de KNVB. In veel gevallen staat elders in het artikel de reden vermeld.
Staat er een ? dan is het resultaat uit het verleden onbekend, en is alleen de competitie of het niveau bekend van dat seizoen.
In de seizoenen 2019/20 en 2020/21 werd wegens de coronacrisis het amateurvoetbal afgebroken. Daardoor kennen deze staven geen eindklassering (middels -- weergegeven).
- Competitieniveau en afdelingsletter of Officiële eindstand Eredivisie
  - Competitieniveau en afdelingsletter

Hierbij geeft het getal het niveau weer, dat ook terug te vinden is in de legenda. De letter is de afdelingsaanduiding en wordt gebruikt wanneer er meer afdelingen zijn op hetzelfde niveau. De afdelingsletter is altijd een hoofdletter en wordt meestal zonder nummer gebruikt.
Voorbeeld: 2F is niveau 2e klasse competitie F.
Het competitieniveau en nummer wordt niet vermeld wanneer er slechts één competitie van dit niveau was.
  - Officiële eindstand Eredivisie (getal staat tussen haakjes vermeld)

Sinds de introductie van play-offwedstrijden voor Europees voetbal na afloop van de reguliere competitie in 2005/06, is de KNVB verplicht een eindstand van de Eredivisie door te geven aan de UEFA aan de hand van deze play-offwedstrijden.
Bij deze eindstand staan clubs die zich hebben gekwalificeerd voor Europees voetbal hoger dan clubs die zich niet wisten te kwalificeren. Indien er geen verschil was tussen de eindnotering en de officiële eindstand, staat dit getal niet vermeld.

- Onderafdeling

Hier staat afgekort de naam van de onderafdeling indien de club in dat jaar in een onderafdeling uitkwam. Tevens staat deze afkorting in de legenda en wordt gelinkt naar het artikel over deze onderafdeling. Deze afkorting wordt alleen vermeld wanneer de club in het verleden in verschillende onderafdelingen heeft gespeeld. Deze vermelding is in de staaf altijd in kleine letters. Deze onderafdelingen zijn na het seizoen 1995/96 afgeschaft. Heeft de club in slechts één onderafdeling gespeeld, dan is dit alleen terug te vinden in de legenda.
Onder de staaf staat het jaartal vermeld waarin het seizoen is afgesloten. 15 verwijst naar het seizoen 2014/15 of eventueel het seizoen 1914/15.
Wanneer een staaf leeg is, zijn deze gegevens niet bekend. Het kan ook zijn dat de club dat seizoen niet heeft meegespeeld op het hogere amateurniveau, vroegtijdig de competitie heeft verlaten of uit de competitie is gezet.

In het seizoen 1944/45 was er wegens de Tweede Wereldoorlog geen regulier competitievoetbal.

## SV Hubentut in de Caraïben
| Seizoen | Competitie            | Ronde | Land                 | Club               | Score |
| ------- | --------------------- | ----- | -------------------- | ------------------ | ----- |
| 2010    | CFU Club Championship | Groep | Vlag van Curaçao     | CSD Barber         | 1-3   |
|         |                       | Groep | Vlag van Puerto Rico | CA River Plate     | 1-5   |
|         |                       | Groep | Vlag van Haïti       | Racing FC Gonaïves | 1-1   |
| 2012    | CFU Club Championship | Groep | Vlag van Guyana      | Milerock           | 2-1   |
|         |                       | Groep | Vlag van Guyana      | Alpha United       | 1-3   |
|         |                       | Groep | Vlag van Suriname    | Inter Moengotapoe  | 2-3   |

## Overzichtslijsten

### Lijst van hoofdtrainers
- -2010:  Marcelo Merceli
- 2010-2012:  Amado Victoria
- 2012-2014:  Nicolau De Barros
- 2014-heden:  Jozef Nivillac

### Lijst van bekende (oud-)spelers
| - Everon Espacia - Eugene Martha | - Hairiks Jansen - Lisandro Trenidad | - Tyrone Maria - Benjamin Martha |